# Weissbierpils
La weissbierpils, weißbierpils ou weipi est un type de bière récent originaire de Bavière en Allemagne. Il s'agit d'un style hybride tentant de mêler deux types de bières fort différents : les pils (à l'orge seul et à fermentation basse) et les weissbier (à l'orge et au froment et à fermentation haute). Le mélange se déroule en cellier avec 53 % de weissbier et 47 % de pils. La bière ainsi obtenue à une teneur en alcool modérée (5 %), des arômes fruités et une amertume pleine.
Inventée en 2005[réf. nécessaire], elle est brassée par une douzaine de brasseries sous licence.